# Lago Portales
Lago Portales är en sjö i Chile.   Den ligger i regionen Región de Aisén, i den södra delen av landet, 1 400 km söder om huvudstaden Santiago de Chile. Lago Portales ligger 53 meter över havet. Arean är 5,4 kvadratkilometer. Den sträcker sig 4,5 kilometer i nord-sydlig riktning, och 6,0 kilometer i öst-västlig riktning.
I omgivningarna runt Lago Portales växer i huvudsak blandskog. Trakten runt Lago Portales är nära nog obefolkad, med mindre än två invånare per kvadratkilometer.